# SMS-центр
SMS-центр (SMSC) — отвечает за работу службы коротких сообщений сети мобильной связи. Его задачами являются хранение, передача, конвертация и доставка SMS сообщений.
Полное название SMSC в терминологии 3GPP — Short Message Service — Service Centre (SMS-SC).
Базовые маршруты SMS
1. С мобильного телефона другому мобильному телефону, этот маршрут называется MO-MT (Mobile Originated — Mobile Terminated)
2. С мобильного телефона контент-провайдеру (Large Account / ESME), этот маршрут называется MO-AT (Mobile Originated — Application Terminated)
3. Из приложения в мобильный телефон, этот маршрут называется AO-MT (Application Originated — Mobile Terminated)

## Операции
Операции SMSC можно описать как
1. Прием текстовых сообщений (SMS) от пользователей беспроводной сети
2. Хранение текстовых сообщений
3. Пересылка текстовых сообщений
4. Доставка текстовых сообщений (SMS) пользователям беспроводной сети
5. Техническое обслуживание уникальных меток времени в текстовых сообщениях

Когда пользователь отправляет текстовое сообщение (SMS сообщение) другому пользователю, сообщение сохраняется в SMSC (SMS-центр) который доставляет его адресату когда тот будет доступен.
SMS-центр (SMSC) отвечает за обработку SMS операций беспроводной сети.
1. Когда SMS-сообщение отправлено с мобильного телефона оно первым делом попадает в SMS-центр
2. Затем SMS-центр перенаправляет SMS-сообщение по адресату
3. Основной обязанностью SMSC является маршрутизация SMS-сообщений и регулирование процесса. Если получатель недоступен (например, когда мобильный телефон выключен), SMSC сохранит SMS-сообщение.
4. Он перешлет сообщение SMS, когда получатель станет доступен или истечет максимальный период хранения сообщения.

### Период хранения SMS-сообщения
SMS-сообщение временно хранится в SMS центре, если мобильный телефон получателя недоступен. На большинстве мобильных телефонов можно указать период хранения сообщения, по истечении которого SMS-сообщение будет удалено из SMS-центра. После удаления, SMS-сообщение больше не будет доступно для отправки получателю на мобильный телефон (даже если он станет онлайн). Срок действия может быть отправлен пользователем мобильного телефона, но сам SMSC может быть настроен так, чтобы игнорировать или как-то по-другому обрабатывать сроки (графики) доставки сообщений.

### Отчет о состоянии сообщения
Отправителю SMS необходимо установить флаг в SMS-сообщении о необходимости получения отчета о доставке сообщения. Этот отчет придет отправителю в виде SMS-сообщения.